# Discours de Dakar
Pour les articles homonymes, voir Dakar (homonymie).
Le discours de Dakar est une allocution écrite par Henri Guaino et prononcée par le président de la République française, Nicolas Sarkozy, le 26 juillet 2007, à l'université Cheikh-Anta-Diop de Dakar (Sénégal), devant des étudiants, des enseignants et des personnalités politiques. Le discours, dans lequel Nicolas Sarkozy affirme notamment que « l'homme africain n'est pas assez entré dans l'Histoire », a choqué par ses clichés sur l'homme africain et a contribué à dégrader l'image de la France en Afrique.

## Circonstances
Le candidat Nicolas Sarkozy, avant son élection à la présidence française, prône la fin de la Françafrique, au profit du développement d'un simple partenariat entre la France et l'Afrique. Il n'est cependant pas sans savoir que l'image de la France en Afrique s'est dégradée depuis la loi portant reconnaissance de la Nation et contribution nationale en faveur des Français rapatriés (notamment l'article 4, finalement abrogé, sur la reconnaissance dans les programmes scolaires, du rôle positif de la présence française outremer) en 2005 et la politique d'immigration choisie avec la loi du 24 juillet 2006 relative à l'immigration et à l'intégration.
C'est dans ce contexte que Nicolas Sarkozy, accompagné des ministres Bernard Kouchner, Jean-Marie Bockel et Rama Yade, effectue une tournée africaine qui débute en Libye le 25 juillet pour remercier le dictateur Mouammar Kadhafi d'avoir rendu possible la libération des infirmières bulgares.
D'une durée de 50 minutes, le discours de Nicolas Sarkozy est rédigé par son conseiller Henri Guaino. Il est prononcé devant un parterre d'universitaires triés sur le volet, les vrais étudiants potentiellement hostiles ayant été écartés.
Dans ce discours, il qualifie « la traite négrière et l'esclavage » de « crimes contre l'homme, crimes contre l'humanité », dénonce certains effets de la colonisation, « Ils ont cru qu'ils étaient la civilisation […]. Ils ont abîmé une sagesse ancestrale. […] Le colonisateur a pris, s'est servi, il a exploité, il a pillé des ressources […]. Ils ont eu tort. […] Ils se trompaient mais certains étaient sincères ». « Votre déchirure et votre souffrance sont les nôtres et sont donc les miennes » affirme-t-il. Il invite aussi l'Afrique à faire sa propre autocritique, les échecs présents du continent contrebalançant les torts des colonisateurs « L'Afrique a sa part de responsabilité dans son propre malheur : la colonisation n'est pas responsable des guerres sanglantes que se font les Africains entre eux, des génocides, des dictateurs, du fanatisme, de la corruption et de la prévarication ». Dans le passage le plus polémique, il explique qu'il faudrait chercher les freins au développement du continent au sein d'une identité africaine :

« Le drame de l'Afrique, c'est que l'homme africain n'est pas assez entré dans l'Histoire […]. Jamais il ne s'élance vers l'avenir […]. Dans cet univers où la nature commande tout, l'homme reste immobile au milieu d'un ordre immuable où tout est écrit d'avance. […] Il n'y a de place ni pour l'aventure humaine, ni pour l'idée de progrès »

## Réactions
Ce discours vaut à Nicolas Sarkozy les félicitations de Thabo Mbeki, président de l'Afrique du Sud, mais aussi une vague d'hostilité en Afrique, et de nombreuses critiques, qui peuvent être rassemblées en deux principales catégories : d'une part l'absence de repentance pour les fautes françaises commises à l'époque coloniale, d'autre part, la condescendance, voire l'arrogance et le paternalisme affichés,,,.
Doudou Diène, rapporteur spécial de l'ONU sur les formes contemporaines de racisme, de discrimination raciale, de xénophobie et de l'intolérance qui y est associée, déclare à la tribune de l'ONU que « dire que les Africains ne sont pas entrés dans l'Histoire est un stéréotype fondateur des discours racistes des XVIIe, XVIIIe et XIXe siècles ».
L'analyse faite en avril 2008 par 42 ambassadeurs français est que le discours a contribué à dégrader l'image de la France en Afrique.
Moins de trois mois après que le discours a été prononcé, son auteur Henri Guaino le défend dans un entretien accordé à Libération :
« Le discours de Dakar contient le réquisitoire le plus implacable contre la colonisation… Nicolas Sarkozy a dit aux jeunes Africains : L'héritage de la colonisation est aussi le vôtre. Il y a tous les crimes, mais il y a aussi les droits de l'homme, l'égalité hommes-femmes, l'universalisme… [...] Le discours de Dakar n'exprime aucun sentiment de supériorité. Il parle aux Africains non comme à des enfants mais comme à des frères… Quant à l'éternel recommencement, c'est un imaginaire commun à toute l'humanité à certains moments de son histoire… Chaque civilisation a fait sa propre synthèse. L'Afrique doit faire la sienne... »
Il soutient également que la phrase : « L'homme africain n'est pas assez entré dans l'Histoire » est une référence à Aimé Césaire déclarant : « Laissez entrer les peuples noirs sur la grande scène de l'Histoire ».
Un an plus tard jour pour jour, Henri Guaino revient sur ce discours dans une tribune au Monde, affirmant notamment que « L'homme africain est entré dans l'histoire et dans le monde, mais pas assez. Pourquoi le nier ? ». Il estime que « toute l'Afrique n'a pas rejeté le discours de Dakar » et que l'« on a beaucoup parlé des critiques, moins de ceux qui ont approuvé, comme le président de l'Afrique du Sud, M. Thabo Mbeki ».
Le 17 septembre 2008, le président sénégalais, Abdoulaye Wade, prend la défense de Nicolas Sarkozy, selon lui « victime de son nègre ».
Le 6 avril 2009, Ségolène Royal, née à Dakar, présidente de la région Poitou-Charentes et candidate socialiste à l'élection présidentielle française de 2007, prononce un discours, dans la capitale sénégalaise, dans lequel elle déclare notamment : « Quelqu'un est venu ici vous dire que “l'homme africain n'est pas entré dans l'Histoire”. Pardon pour ces paroles humiliantes et qui n'auraient jamais dû être prononcées et qui n'engagent pas la France. Car vous aussi, vous avez fait l'histoire, vous l'avez faite bien avant la colonisation, vous l'avez faite pendant, et vous la faites depuis ».
Le 26 octobre 2010, Rama Yade, native aussi de Dakar, prend ses distances avec Nicolas Sarkozy sur ce discours controversé, en affirmant que pour elle « l'homme africain est le premier à être entré dans l'Histoire ».
Le 22 décembre 2010, sur un débat de France Inter, l'éminent géographe Jean-Paul La Poire, exprimait son mécontement vis-à-vis du discours de Nicolas Sarkozy : "Ce discours était une véritable laryngite verbale. [...] Ce discours était un véritable choc anaphylactique pour tous les africains, qui ont vu leur Histoire, avec un grand H, être mise au même niveau que l'horoscope du journal par monsieur Sarkozy. [...] Monsieur Sarkozy veut rompre avec la Françafrique mais oublie, par conséquent, de faire face aux vrais enjeux tel que la recrudescence actuelle de la Chikungunya". 

## Verbatim
- « Le discours de Dakar de Nicolas Sarkozy », Le Monde,‎ 9 novembre 2007 (lire en ligne, consulté le 31 décembre 2020)
- « Discours à l'Université de Dakar », sur elysee.fr (version du 9 novembre 2010 sur Internet Archive)